# Luty 2010

## 28 lutego2010
- Przewodniczący MKOL Jacques Rogge zamknął XXI Igrzyska Olimpijskie w Vancouver. (interia.pl)
- W Tadżykistanie odbyły się wybory parlamentarne. (BBC News)

## 27 lutego2010
- Trzęsienie ziemi o magnitudzie 8,8 stopni w skali Richtera nawiedziło Chile. (rp.pl)
- Justyna Kowalczyk zdobyła złoty medal, Marit Bjørgen srebrny, a Aino-Kaisa Saarinen brązowy w biegu kobiet na 30 km techniką klasyczną ze startu wspólnego na Igrzyskach Olimpijskich w Vancouver. (Gazeta.pl)
- Na Zimowych Igrzyskach Olimpijskich w Vancouver w łyżwiarstwie szybkim kobiet w biegu drużynowym złoty medal zdobyły Niemki, srebrny Japonki, a brązowy Polki. (Gazeta.pl)

## 25 lutego2010
- Wiktor Janukowicz został zaprzysiężony na prezydenta Ukrainy. (polskieradio.pl)

## 24 lutego2010
- Opisany został Abydosaurus, rodzaj zauropoda, żyjącego we wczesnej kredzie na obecnych terenach Ameryki Północnej. (sciencedaily.com)

## 22 lutego2010
- 38 osób zginęło w katastrofie autobusów w Peru. (tvn24.pl)

## 21 lutego2010
- Zmarł Jacek Karpiński, polski inżynier, elektronik i informatyk, twórca pierwszego polskiego minikomputera K-202. (interia.pl)

## 20 lutego2010
- Powodzie i lawiny błotne spowodowały śmierć kilkudziesięciu osób na Maderze. (onet.pl)
- Simon Ammann zdobył złoty, Adam Małysz srebrny, a Gregor Schlierenzauer brązowy medal w konkursie skoków narciarskich na skoczni K-125 w Whistler Olympic Park. (onet.pl)

## 19 lutego2010
- W wyniku zawalenia się minaretu meczetu Bab Bardain w marokańskim mieście Meknes zginęło 41 osób a ponad 80 zostało rannych. (aljazeera.net)
- Marit Bjørgen zdobyła złoty, Anna Haag srebrny, a Justyna Kowalczyk brązowy medal w biegu łączonym kobiet rozegranym w Whistler Olympic Park. (onet.pl)
- Pierwiastek chemiczny o liczbie atomowej 112 został oficjalnie nazwany Copernicium na cześć astronoma Mikołaja Kopernika. ()

## 18 lutego2010
- Wojsko w przeprowadzonym zamachu stanu obaliło prezydenta Nigru, Mamadou Tandję. (TVN24)

## 17 lutego2010
- Lawiny schodzące w pakistańskim dystrykcie Kohistan, we wiosce Bagaro Serai, spowodowały śmierć 40 osób. (timesofindia.indiatimes.com)

- Marit Bjørgen zdobyła złoty, Justyna Kowalczyk srebrny, a Petra Majdič brązowy medal w sprincie kobiet rozegranym w Whistler Olympic Park. (onet.pl)

## 15 lutego2010
- Co najmniej 18 osób zginęło w katastrofie kolejowej niedaleko belgijskiego miasta Halle. (bbc.co.uk)

## 14 lutego2010
- Zmarł Jerzy Turek, polski aktor teatralny i filmowy. (gazeta.pl)
- Marcin Mroziński wygrał polskie preselekcje do Eurowizji 2010 i będzie reprezentował Polskę na Konkursie Piosenki Eurowizji 2010. (eurovision.tv)

## 13 lutego2010
- Wojska ISAF rozpoczęły największą operację w Afganistanie pod kryptonimem Musztarak. (gazeta.pl)
- Simon Ammann zdobył złoty, Adam Małysz srebrny, a Gregor Schlierenzauer brązowy medal w konkursie olimpijskim na normalnej skoczni. (tvn24.pl)

## 12 lutego2010
- Rozpoczęły się Zimowe Igrzyska Olimpijskie 2010. (vancouver2010.com)

## 8 lutego2010
- Z Centrum Kosmicznego im. Johna F. Kennedy’ego na przylądku Canaveral wystartował prom kosmiczny Endeavour, z misją STS-130. Celem misji jest dostarczenie ostatnich dużych elementów Międzynarodowej Stacji Kosmicznej – węzła Node 3 oraz punktu obserwacyjnego Cupola. Dowódcą wyprawy jest astronauta o polskich korzeniach – George Zamka. (nasa.gov)
- Zmarł były minister spraw zagranicznych prof. Krzysztof Skubiszewski. (wyborcza.pl)
- Lawiny schodzące w okolicach przełęczy Salang w Hindukuszu w Afganistanie spowodowały śmierć co najmniej 172 osób. (trend.az)

## 7 lutego2010
- Na Ukrainie rozpoczęła się II tura wyborów prezydenckich. (gazeta.pl).
- Laura Chinchilla zwyciężyła w wyborach prezydenckich w Kostaryce. (Reuters)
- W Pałacu Kultury i Nauki w Warszawie rozlosowano grupy eliminacyjne Euro 2012. (pzpn.pl)

## 5 lutego2010
- Zdjęcia z Teleskopu Hubble’a wykazały, że planeta karłowata Pluton z niewyjaśnionych w pełni przyczyn zmienia kolor na bardziej czerwony. (NASA, Gazeta.pl, BBC, CNN)

## 3 lutego2010
- Rzeźba "L’Homme qui marche I" (Idący człowiek I) Alberto Giacomettiego została sprzedana w domu aukcyjnym Sotheby’s w Londynie za 65 milionów funtów. (gazeta.pl)

## 2 lutego2010
- Ogłoszone zostały nominacje do Oscarów za rok 2009. (tokfm.pl)